# Grammy Award para Best Male Rock Vocal Performance
O Prêmio Grammy para Melhor Performance Masculina de Rock (do inglês: Grammy Awards of Best Male Rock Vocal Performance) foi um prêmio concedido pelo Grammy Awards, uma cerimônia que foi criada em 1958, para artistas masculinos que gravam obras (canções ou álbuns) de qualidade no gênero rock. Há honras apresentados em várias categorias na cerimônia anual pela National Academy of Recording Arts and Sciences dos Estados Unidos de "honrar as realizações artísticas, a proficiência técnica e a excelência global na indústria fonográfica, sem levar em conta as vendas de álbuns ou posição nas paradas".
Originalmente denominada Best Rock Vocal Performance, Male, a categoria teve como primeiro vencedor o cantor Bob Dylan em 1980. A partir de 1995, o prêmio foi renomeado como Best Male Rock Vocal Performance. Contudo em 1988, 1992, 1994 e desde 2005, sofreu fusão com a categoria Best Female Rock Vocal Performance, sendo ambas apresentadas como Best Solo Rock Vocal Performance (abrangendo indicações masculinas e femininas juntas). A união de ambas as categorias foi criticada pela imprensa, especialmente quando artistas femininas deixaram de ser indicadas ao prêmio. A Academia da Gravação citou uma falta de obras elegíveis entre artistas femininas como razão principal para a fusão. Apesar de não ser apresentada desde 2005, a categoria não foi oficialmente extinta pela Academia da Gravação.
Com quatro vitórias consecutivas de 1999 a 2002, o estadunidense Lenny Kravitz é o artista com maior número de vitórias na categoria. Bruce Springsteen recebeu três vezes o prêmio; enquanto Eric Clapton, Bob Dylan, Don Henley e Robert Palmer tiveram duas vitórias, cada um. Desde a introdução da categoria, artistas dos Estados Unidos foram os maiores vencedores, apesar de artistas britânicos terem vencido quatro vezes, assim como uma vitória australiana e uma vitória sul-africana.

## Vencedores e indicados
| Ano  | Artista           | Obra                          | Indicados | Ref.   |
| ---- | ----------------- | ----------------------------- | --- | ------ |

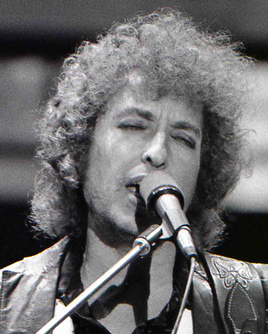
Bob Dylan, vencedor em 1980 e 1998.

Billy Joel, vencedor em 1981.

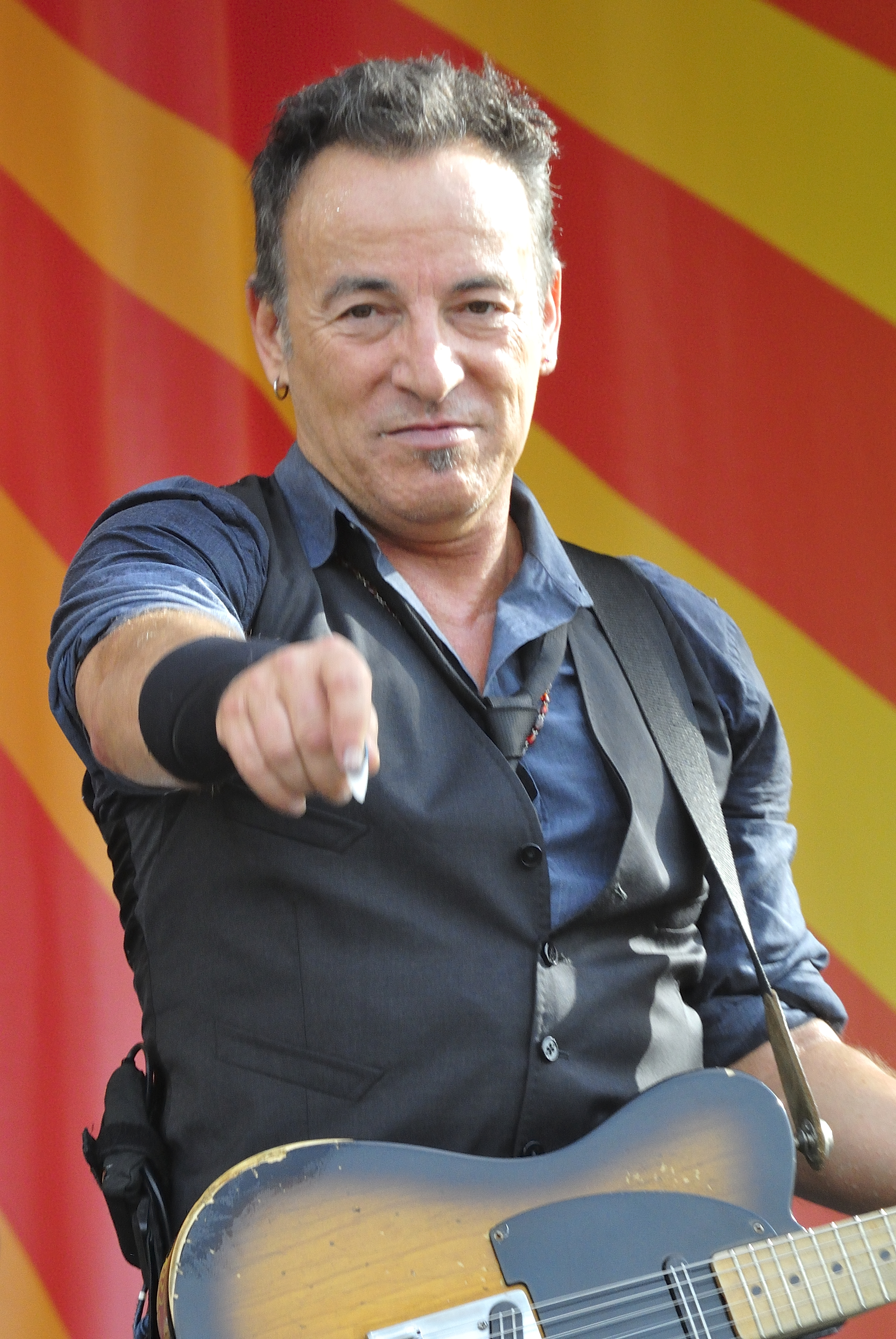
Bruce Springsteen, vencedor em 1985, 1995 e 2003.

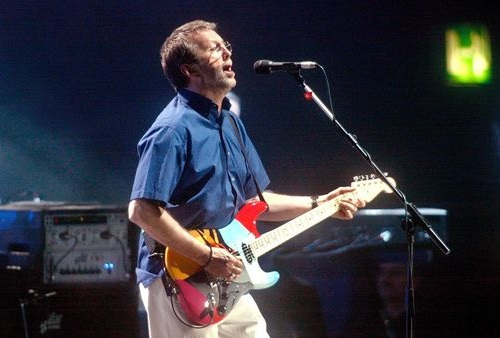
Eric Clapton, vencedor em 1991 e 1993.

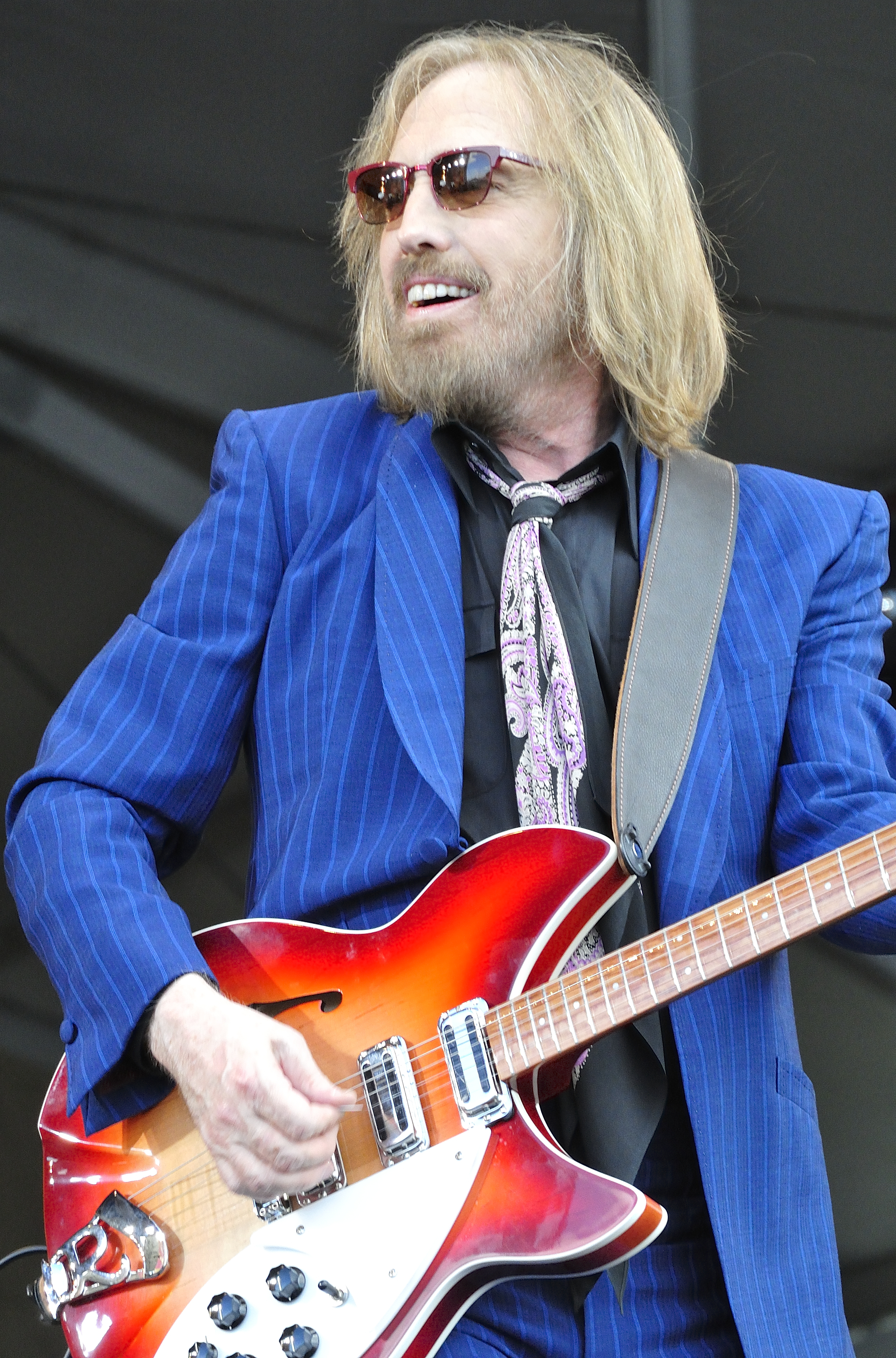
Tom Petty, vencedor em 1996.

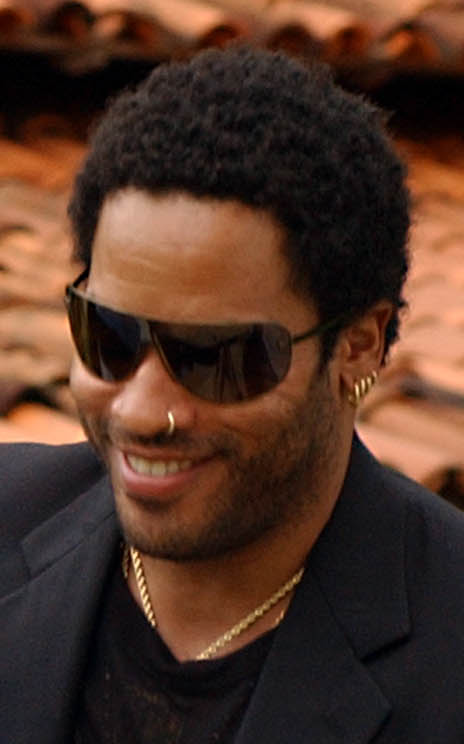
Lenny Kravitz, vencedor de 1999 a 2002.

| 1980 | Bob Dylan         | "Gotta Serve Somebody"        | - Joe Jackson – "Is She Really Going Out with Him?" - Robert Palmer – "Bad Case of Loving You (Doctor, Doctor)" - Rod Stewart – "Blondes Have More Fun" - Frank Zappa – "Dancin' Fool"                 | [ 5 ]  |
| 1981 | Billy Joel        | Glass Houses                  | - Jackson Browne – "Boulevard" - Kenny Loggins – "I'm Alright" - Paul McCartney – "Coming Up" - Bruce Springsteen – "Devil with the Blue Dress" / "Good Golly Miss Molly" / "Jenny Take a Ride"        | [ 5 ]  |
| 1982 | Rick Springfield  | "Jessie's Girl"               | - Gary U.S. Bonds – "Dedication" - Rick James – "Super Freak" - Bruce Springsteen – "The River" - Rod Stewart – "Young Turks"                                                                          | [ 6 ]  |
| 1983 | John Mellencamp   | "Hurts So Good"               | - Peter Gabriel – "Shock the Monkey" - Don Henley – "Dirty Laundry" - Rick Springfield – "I Get Excited" - Rod Stewart – "Tonight I'm Yours"                                                           | [ 7 ]  |
| 1984 | Michael Jackson   | "Beat It"                     | - David Bowie – "Cat People (Putting Out Fire)" - Phil Collins – "I Don't Care Anymore" - Bob Seger – The Distance - Rick Springfield – "Affair of the Heart"                                          | [ 5 ]  |
| 1985 | Bruce Springsteen | "Dancing in the Dark"         | - David Bowie – "Blue Jean" - Billy Idol – "Rebel Yell" - Elton John – "Restless" - John Cougar Mellencamp – "Pink Houses"                                                                             | [ 8 ]  |
| 1986 | Don Henley        | "The Boys of Summer"          | - Bryan Adams – Reckless - John Fogerty – Centerfield - Mick Jagger – "Just Another Night" - John Cougar Mellencamp – Scarecrow                                                                        | [ 9 ]  |
| 1987 | Robert Palmer     | "Addicted to Love"            | - John Fogerty – Eye of the Zombie - Peter Gabriel – "Sledgehammer" - Billy Idol – "To Be a Lover" - Eddie Money – "Take Me Home Tonight"                                                              | [ 10 ] |
| 1989 | Robert Palmer     | "Simply Irresistible"         | - Eric Clapton – "After Midnight" - Joe Cocker – Unchain My Heart - Robbie Robertson – Robbie Robertson - Rod Stewart – "Forever Young"                                                                | [ 5 ]  |
| 1990 | Don Henley        | The End of the Innocence      | - Joe Cocker – "When the Night Comes" - Tom Petty – "Free Fallin'" - Lou Reed – New York - Neil Young – Freedom                                                                                        | [ 11 ] |
| 1991 | Eric Clapton      | "Bad Love"                    | - Jon Bon Jovi – "Blaze of Glory" - Joe Cocker – "You Can Leave Your Hat On" - Billy Idol – "Cradle of Love" - Neil Young – "Rockin' in the Free World"                                                | [ 12 ] |
| 1993 | Eric Clapton      | Unplugged                     | - Bryan Adams – "There Will Never Be Another Tonight" - Tom Cochrane – "Life Is a Highway" - Peter Gabriel – "Digging in the Dirt" - Bob Seger – "The Fire Inside" - Bruce Springsteen – "Human Touch" | [ 13 ] |
| 1995 | Bruce Springsteen | "Streets of Philadelphia"     | - Beck – "Loser]]" - Peter Gabriel – "Red Rain" - Van Morrison – "In the Garden" / "You Send Me" - Neil Young – "Philadelphia"                                                                         | [ 5 ]  |
| 1996 | Tom Petty         | "You Don't Know How It Feels" | - Bob Dylan – "Knockin' on Heaven's Door" - Chris Isaak – "Somebody's Crying" - Lenny Kravitz – "Rock and Roll Is Dead" - Neil Young – "Peace and Love"                                                | [ 14 ] |
| 1997 | Beck              | "Where It's At"               | - Bryan Adams – "The Only Thing That Looks Good on Me Is You" - Eric Clapton – "Ain't Gone 'N Give Up On Your Love" - John Hiatt – "Cry Love" - Bruce Springsteen– "Dead Man Walkin'"                  | [ 15 ] |
| 1998 | Bob Dylan         | "Cold Irons Bound"            | - David Bowie – "Dead Man Walking" - John Fogerty – "Blueboy'" - John Mellencamp – "Just Another Day" - Bruce Springsteen – "Thunder Road"                                                             | [ 16 ] |
| 1999 | Lenny Kravitz     | "Fly Away"                    | - Jeff Buckley – "Everybody Here Wants You" - John Fogerty – "Almost Saturday Night" - John Hiatt – "Have a Little Faith in Me" - John Mellencamp – "Your Life Is Now"                                 | [ 17 ] |
| 2000 | Lenny Kravitz     | "American Woman"              | - Chris Cornell – "Can't Change Me" - Everlast – "What It's Like" - Bruce Springsteen – "The Promise" - Tom Waits – "Hold On"                                                                          | [ 18 ] |
| 2001 | Lenny Kravitz     | "Again"                       | - David Bowie – "Thursday's Child" - Bob Dylan – "Things Have Changed" - Don Henley – "Workin' It" - Nine Inch Nails – "Into the Void"                                                                 | [ 5 ]  |
| 2002 | Lenny Kravitz     | "Dig In"                      | - Ryan Adams – "New York, New York" - Eric Clapton – "Superman inside" - Bob Dylan – "Honest with Me" - John Mellencamp – "Peaceful World"                                                             | [ 19 ] |
| 2003 | Bruce Springsteen | "The Rising"                  | - David Bowie – "Slow Burn" - Elvis Costello – "45" - Peter Gabriel – "The Barry Williams Show" - Robert Plant – "Darkness, Darkness"                                                                  | [ 20 ] |
| 2004 | Dave Matthews     | "Gravedigger"                 | - David Bowie – "New Killer Star" - Bob Dylan – "Down in the Flood" - Lenny Kravitz – "If I Could Fall in Love" - Tom Waits – "Return of Jackie and Judy"                                              | [ 21 ] |

## Ligações Externas
- «Página oficial» (em inglês)